# گورستان مون‌پارناس

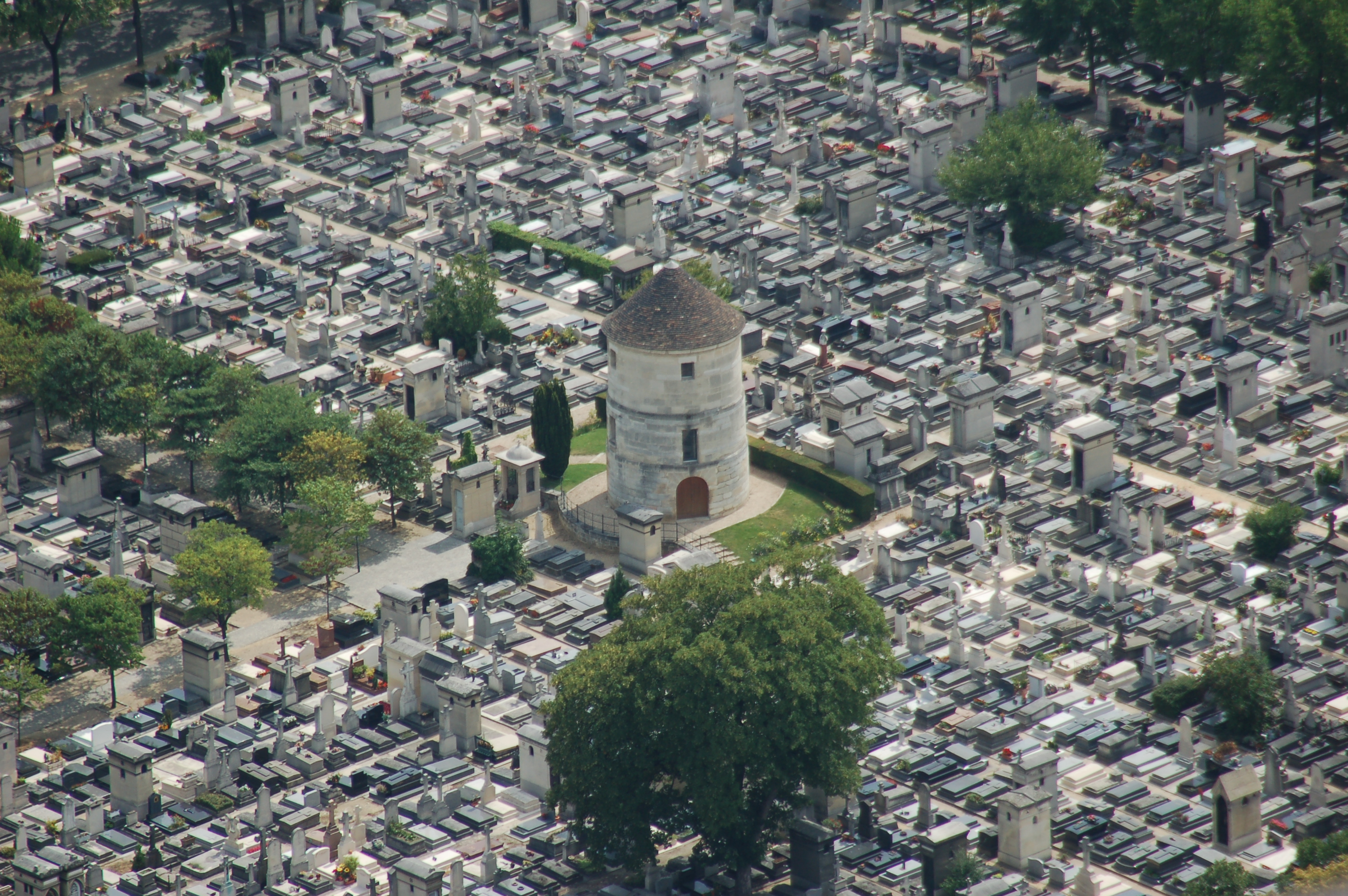
نمایی هوایی از گورستان مونپارناس

قبرستان مون‌پارناس یکی از گورستان‌های مهم فرانسه است که در منطقهٔ ۱۴ پاریس قرار دارد. محدودهٔ این قبرستان از جنوب به خیابان فروآدوو در شرق به خیابان ویکتور-شولشر در شمال به بلوار ادگار-کنه و در شرق به خیابان گایته می‌رسد.

## تاریخچه
گورستان مون‌پارناس اوایل سده ۱۹ و در زمانی به وجود آمد که گورستان‌های دیگری مانند گورستان پاسی (به فرانسوی: Cimetière de Passy) در نزدیکی مرکز شهر و ۲ گورستان‌های دیگر که در آن زمان بیرون از محدوده شهر بودند: گورستان مونمارتر (به فرانسوی: Cimetière de Montmartre) در شمال و گورستان پر-لاشز (به فرانسوی: Cimetière du Père-Lachaise) در جنوب پاریس نیز ساخته شدند.
این مکان در ابتدا محل ۳ مزرعه بود اما در سده ۱۷ این زمین‌ها محل خصوصی دفن مردگان دین سن-ژان-دو-دیو شد. در ابتدای سده ۱۹ بخشدار سن (Seine) نیکولا فروشو (به فرانسوی: Nicolas Frochot) این زمین‌ها را برای ساخت یکی از سه گورستان بزرگ بیرون از پاریس خریداری کرد. نخستین مراسم تدفین در این گورستان در ۲۵ ژوئیه ۱۸۲۴ انجام گرفت.
در این گورستان همچنان بنای قدیمی یکی از چند آسیاب محله پارک مونسوری (Parc de Montsouris) نیز وجود دارد. این بنا در تاریخ ۲ نوامبر ۱۹۳۱ در فهرست بناهای تاریخی فرانسه قرار گرفت.

## رویدادها
در سال ۱۸۴۹ چند گور در گورستان مون‌پارناس مورد هتک حرمت قرار گرفت و در طی آن اجساد زنان از گورها بیرون آورده و قطع عضو می‌شدند. اما به‌سرعت عامل این کار که یک گروهبان مرده باز بود دستگیر شد و به یک‌ سال زندان محکوم شد.

## فضای سبز
این گورستان با داشتن فضای ۱۹ هکتاری در داخل شهر پاریس نه تنها یکی از مهم‌ترین گورستان‌ها بلکه با داشتن بیش از ۱۲۰۰ اصله درخت یکی از مهم‌ترین فضاهای سبز شهر پاریس نیز به‌شمار می‌رود.

## مقبرهٔ ایرانیان مشهور
پیکر افراد مشهورِ بسیاری در گورستان مون‌پارناس به خاک سپرده شده‌است، از جمله دو نخست‌وزیر سابق ایران، دکتر علی امینی و دکتر شاپور بختیار. پیکر دکتر هرمز میلانیان، زبان‌شناس ایرانی و فرخ غفاری، سینماگر نیز در این گورستان دفن شده‌است. فهرست و نقشهٔ محل مقبرهٔ این افراد در محل گورستان به بازدیدکنندگان عرضه می‌شود.

## آ
- آنری آلکان‏- (۱۹۰۹–۲۰۰۱)
- الکساندر آلخین‏ زاده روسیه قهرمان شطرنج جهان- (۱۸۹۲–۱۹۴۶)
- میشل آرنو خواننده- (۱۹۱۹–۱۹۹۸)
- رمون آرون فیلسوف، جامعه‌شناس و دانشمند علوم سیاسی- (۱۹۰۵–۱۹۸۳)
- ژان-میشل آتلان شاعر و نقاش (۱۹۱۳–۱۹۶۰)
- تینا اومون بازیگر (دختر ژان-پیر اومون و ماریا مونته)- (۱۹۴۶–۲۰۰۶)
- ژرژ اوریک آهنگ ساز- (۱۸۹۹–۱۹۸۳)

## ب

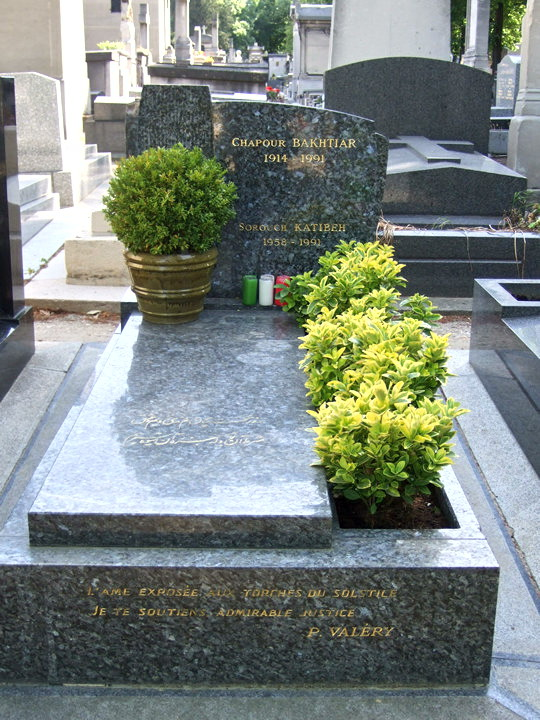
بر سنگ مزار شاپور بختیار در گورستان مون‌پارناس بیتی از حافظ شیرازی به خط نستعلیق حک شده‌است: روز نخست چون دم رندی زدیم و عشق شرط آن بود که جز ره آن شیوه نسپریم

- شاپور بختیار فعال سیاسی و آخرین نخست‌وزیر حکومت شاهنشاهی ایران- (۱۹۱۴–۱۹۹۱)
- سزار بالداچینی مجسمه‌ساز- (۱۹۲۱–۱۹۸۸)
- تئودور دو بانویل شاعر و نویسنده- (۱۸۲۳–۱۸۹۱)
- فردریک آگوست بارتولدی سازنده مجسمه آزادی آمریکا- (۱۸۳۴–۱۹۰۴)
- ماریز باستیه از پیشگامان هوانوردی (زن)‏- (۱۸۹۸–۱۹۵۲)
- پیر باچف بازیگر- (۱۹۰۱–۱۹۳۲)
- ژان باتوری خواننده اپرا- (۱۸۷۷–۱۹۷۰)
- شارل بودلر شاعر (۱۸۲۱–۱۸۶۷)
- ژان بودریار نظریه‌پرداز فرهنگی فرانسوی، فیلسوف، مفسر سیاسی، و عکاس- (۱۹۲۹–۲۰۰۷)
- سیمون دو بووار نویسنده، فیلسوف فمینیست- (۱۹۰۸–۱۹۸۶)
- ژاک بکر فیلم‌ساز- (۱۹۰۶–۱۹۶۰)
- ساموئل بکت نویسنده، نمایشنامه‌نویس و شاعر ایرلندی- (۱۹۰۶–۱۹۸۹)
- اوژن بلگران مهندس عمران- (۱۸۱۰–۱۸۷۸)
- پل بلموندو مجسمه‌ساز فرانسوی- (۱۸۹۸–۱۹۸۲)
- ژان برو نقاش- (۱۸۴۹–۱۹۳۵)
- امانوئل برل نویسنده- (۱۸۹۲–۱۹۷۶)
- آلوازیوس برتران شاعر- (۱۸۰۷–۱۸۴۱)،
- مارسل الکساندر برتران زمین‌شناس و پایه‌گذار نظریه تکتونیک صفحه‌ای- (۱۸۴۷–۱۹۰۷)
- لویی-گوستاو بینگر جهانگرد- (۱۸۵۶–۱۹۳۶)
- لوسین بودار روزنامه‌نگار- (۱۹۱۴–۱۹۹۸)
- مارک بویینر عضو فرهنگستان و کارشناس الهیات- (۱۸۸۱–۱۹۷۰)
- ژان-ماری بوناسیو مجسمه‌ساز- (۱۸۱۰–۱۸۹۲)
- آریستید بوسیکو (Aristide Boucicaut) پیمانکار و پایه‌گذار فروشگاه‌های زنجیره‌ای بون مارشه ()‏- (۱۸۱۰–۱۸۷۷)
- ویلیام-آدولف بوگرو نقاش سبک رئالیسم- (۱۸۲۵–۱۹۰۵)
- آنتوان ژاک کلود ژوزف کنت بوله دو لا مورت (Antoine Jacques Claude Joseph) سیاستمدار- (۱۷۶۱–۱۸۴۰)
- آنتوان بوردل) مجسمه‌ساز و آموزگار- (۱۸۶۱–۱۹۲۱)
- پل بورژه نویسنده- (۱۸۵۲–۱۹۳۵)
- مارسل بوزوفی بازیگر- (۱۹۲۸–۱۹۸۸)
- ژرار براش نمایشنامه نویس- (۱۹۲۷–۲۰۰۶)
- کنستانتین برانکوشی مجسمه‌ساز اهل رومانی- (۱۸۷۶–۱۹۵۷)
- براسایی عکاس- (۱۸۹۹–۱۹۸۴)
- شارل-ادوارد براون-سکار فیزیک‌دان- (۱۸۱۷–۱۸۹۴)
- ژان بروله نویسنده- (۱۹۰۲–۱۹۹۱)

## س

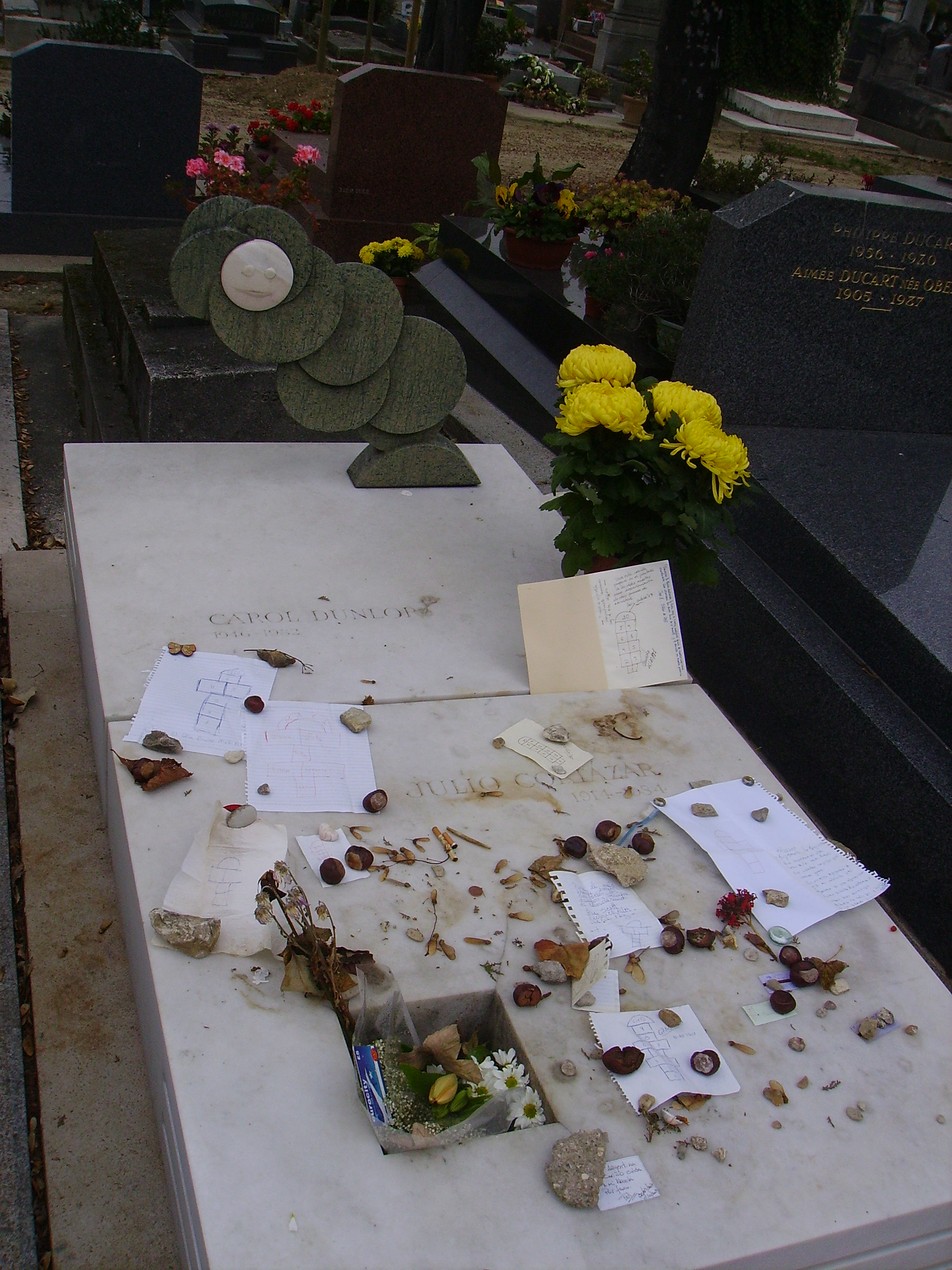
مقبره خولیو کورتازار.

- رنه کاپیتان (René Capitant) وکیل و سیاستمدار- (۱۹۰۱–۱۹۷۰)
- روژه کاییوآ (Roger Caillois) نویسنده- (۱۹۱۳–۱۹۷۸)
- ژان کارمه (Jean Carmet) بازیگر- (۱۹۲۰–۱۹۹۴)
- ایزابل کارو (Isabelle Caro) مدل- (۱۹۸۲–۲۰۱۰)
- اوژن کاریر (Eugène Carrière) نقاش سمبولیست- (۱۸۴۹–۱۹۰۶)
- رنه کسن (Rene Cassin) حقوق دان - (۱۸۸۷–۱۹۷۶)
- آریستید کاوایه-کل (Aristide Cavaillé-Coll) سازنده اندام بدن- (۱۸۱۱–۱۸۹۹)
- امانوئل شابریه (Emmanuel Chabrier) آهنگ ساز- (۱۸۴۱–۱۸۹۴)
- اونوره شامپیون (Honoré Champion) ناشر- (۱۸۴۶–۱۹۱۳)
- کلود فرانسوا شووو-لاگارد (Claude François Chauveau-Lagarde) وکیل مدافع ماری آنتوانت- (۱۷۵۶–۱۸۴۱)
- ژاک شیراک (Jacques Chirac)  رئیس جمهور سابق فرانسه - (۱۹۳۲–۲۰۱۹)
- امیل سیوران (Emil Cioran) فیلسوف اهل رومانی- (۱۹۱۱–۱۹۹۵)
- آندره سیتروئن (André Citroën) پایه‌گذار کارخانه فرانسوی سیتروئن- (۱۸۷۸–۱۹۳۵)
- آنتونی کلاوه (Antoni Clavé) هنرمند- (۱۹۱۳–۲۰۰۵)
- فرانسوا کوپه (François Coppée) شاعر و رمان‌نویس- (۱۸۴۲–۱۹۰۸)
- گوستاو کوریولیس (Gaspard-Gustave Coriolis) ریاضیدان- (۱۷۹۲–۱۸۴۳)
- خولیو کورتازار (Julio Cortázar) نویسنده اهل آرژانتین- (۱۹۱۴–۱۹۸۴)
- آنتونی آگوستین کورنو (Antoine Augustin Cournot) اقتصاددان- (۱۸۰۱–۱۸۷۷)
- موریس کوو دو مورویل (Maurice Couve de Murville) نخست‌وزیر سابق فرانسه- (۱۹۰۷–۱۹۹۹)
- آدولف کرمیو (Adolphe Crémieux) وکیل و سیاستمدار- (۱۷۹۶–۱۸۸۰)
- شارل کرو (Charles Cros) شاعر و مخترع- (۱۸۴۲–۱۸۸۸)

## د
- ژول دالو (Jules Dalou) مجسمه‌ساز- (۱۸۳۸–۱۹۰۲)
- گابریل داویود (Gabriel Davioud) آرشیتکت- (۱۸۲۴–۱۸۸۱)
- پیر داویل-وی (Pierre David-Weill) بانکدار- (۱۹۰۰–۱۹۷۵)
- سوزان دوشوو-دومنیل (Suzanne Dechevaux-Dumesnil) همسر ساموئل بکت- (۱۹۰۰–۱۹۸۹)
- ژاک دمی (Jacques Demy) کارگردان- (۱۹۳۱–۱۹۹۰)
- ادوارد دپرت (Édouard Deperthes) آرشیتکت- (۱۸۳۳–۱۸۹۸)
- پل دشانل (Paul Deschanel) رئیس‌جمهور فرانسه- (۱۸۵۵–۱۹۲۲)
- روبر دسنوس (Robert Desnos) شاعر سورئالیست- (۱۹۰۰–۱۹۴۵)
- پورفیریو دیاس (Porfirio Díaz) رئیس‌جمهور مکزیک- (۱۸۳۰–۱۹۱۵)
- ماری دوروال (Marie Dorval) بازیگر- (۱۷۹۸–۱۸۴۹)
- آلفرد دریفوس (Alfred Dreyfus) افسر یهودی ارتش فرانسه (به اشتباه متهم به خیانت شده بود- (۱۸۵۹–۱۹۳۵)
- ژول دومون دورویل (Jules Dumont d'Urville) جهانگرد و کاشف ونوس دو میلو (Venus de Milo)‏- (۱۷۹۰–۱۸۴۲)
- مارگریت دوراس (Marguerite Duras) نویسنده و کارگردان- (۱۹۱۴–۱۹۹۶)
- امیل دورکم (Émile Durkheim) جامعه‌شناس- (۱۸۵۸–۱۹۱۷)

## ا
- امیل اگر (Émile Egger) واژه‌شناس- (۱۸۱۳–۱۸۸۵)
- روبر انریکو (Robert Enrico) کارگردان فیلم- (۱۹۳۱–۲۰۰۱)
- آنتوان اتکس (Antoine Étex) مجسمه‌ساز- (۱۸۰۸–۱۸۸۸)

## ف
- آنری فانتن-لاتور (Henri Fantin-Latour) هنرمند- (۱۸۳۶–۱۹۰۴)
- لئون-پل فارگ (Léon-Paul Fargue) شاعر و مقاله‌نویس- (۱۸۷۶–۱۹۴۷)
- آنری فلاماریون (Henri Flammarion) ناشر- (۱۸۴۶–۱۹۳۶)
- پل فوشر (Paul Foucher) نمایشنامه‌نویس و روزنامه‌نگار- (۱۸۱۰–۱۸۷۵)
- سزار فرانک (César Franck) آهنگساز و نوازنده ارگ- (۱۸۲۲–۱۸۹۰)
- اوتون فریز (Othon Friesz) نقاش- (۱۸۷۹–۱۹۴۹)

## غ
- فرخ غفاری مورخ، نقدنویس سینما و فیلم‌ساز ایرانی[۵]

## ج
- سرژ گنزبورگ (Serge Gainsbourg) شاعر و خواننده- (۱۹۲۸–۱۹۹۱)
- اواریست گالوا (Évariste Galois) ریاضی‌دان و انقلابی- (۱۸۱۱–۱۸۳۲)
- شارل گارنیه (Charles Garnier) طراح طرح اصلی خانه اپرای پاریس برای ناپولئون ۳- (۱۸۲۵–۱۸۹۸)
- آنری گوتیه-ویلار (Henry Gauthier-Villars) نویسنده و همسر نخست کلت (Colette)‏- (۱۸۵۹–۱۹۳۱)
- فرانسوا ژرار (François Gérard) هنرمند- (۱۷۷۰–۱۸۳۷)
- الکساندر گیلمان (Alexandre Guilmant) آهنگساز و نوازنده ارگ- (۱۸۳۷–۱۹۱۱)

## ه
- ژان نیکولا پیر هشت (Jean Nicolas Pierre Hachette) ریاضی‌دان- (۱۷۶۹–۱۸۳۴)
- کلارا هاسکیل (Clara Haskil) نوازنده پیانو اهل رومانی- (۱۸۹۵–۱۹۶۰)
- پیر-ژول اتزل (Pierre-Jules Hetzel) ناشر و سردبیر ادبی- (۱۸۱۴–۱۸۸۶)
- زان-آنتوان اودون (Jean-Antoine Houdon) مجسمه‌ساز- (۱۷۴۱–۱۸۲۸)
- ژوری-کارل اویسمنس (Joris-Karl Huysmans) نویسنده- (۱۸۴۸–۱۹۰۷)

## ی
- روژه ایبانز (Roger Ibáñez) بازیگر- (۱۹۳۱–۲۰۰۵)
- ونسان دندی (Vincent d'Indy) آهنگ ساز- (۱۸۵۱–۱۹۳۱)
- اوژن یونسکو (Eugène Ionesco) نمایشنامه‌نویس اهل رومانی- (۱۹۰۹–۱۹۹۴)
- ژان روبر ایپوستگی (Jean Robert Ipousteguy) نقاش و مجسمه‌ساز- (۱۹۲۰–۲۰۰۶)
- یوریس ایونز (Joris Ivens) فیلم‌ساز اهل هلند- (۱۸۹۸–۱۹۸۹)
- سائول یورکیویچ (Saúl Yurkievich) شاعر- (۱۹۳۱–۲۰۰۵)

## ج
- ژان برنار ژورگیبری (Jean Bernard Jauréguiberry) دریاسالار و سیاستمدار- (۱۸۱۵–۱۸۸۷)
- ژوئل (Joëlle) خواننده فرانسوی زاده آمریکایی‏- (۱۹۵۳–۱۹۸۲)
- گوستاو یونت (Gustave Jundt) نقاش- (۱۸۳۰–۱۸۸۴)

## ک
- ژوزف کسل (Joseph Kessel) نویسنده- (۱۸۹۸–۱۹۷۹)
- کیکی (Kiki) نقاش، بازیگر و خواننده (ملکه مونپارناس)‏- (۱۹۰۱–۱۹۵۳)
- آدامانتیوس کورایس (Adamantios Korais) نویسنده و فیلسوف اهل یونان- (۱۷۴۸–۱۸۳۳)
- ادگار کینه (Edgar Quinet) تاریخ‌شناس- (۱۸۰۳–۱۸۷۵)
- سروش کتیبه، فعال سیاسی ایرانی و عضو نهضت مقاومت ملی ایران

## ل

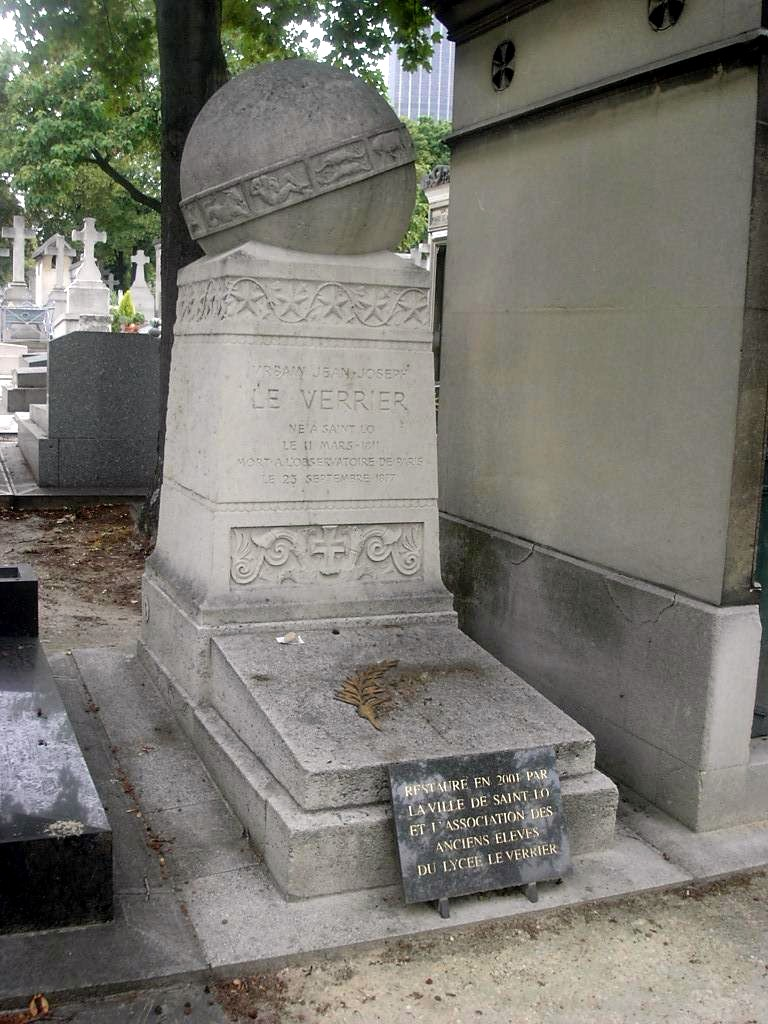
Grave of Urbain Le Verrier

- برنار لاکوست (Bernard Lacoste) رئیس شرکت لاکوست- (۱۹۳۱–۲۰۰۶)
- آنری لانگلوآ (Henri Langlois) نگهدارنده فیلم- (۱۹۱۴–۱۹۷۷)
- پیر لاروس (Pierre Larousse) نویسنده دانشنامه لاروس خوراکی- (۱۸۱۷–۱۸۷۵)
- آنری لوران (Henri Laurens) مجسمه‌سازی، قلم زن- (۱۸۸۵–۱۹۵۴)
- آلفونز لاوران (Alphonse Laveran) فیزیک‌دان، انگل‌شناس- (۱۸۴۵–۱۹۲۲)
- موریس لوبلان (Maurice Leblanc) رمان‌نویس و نویسنده زندگی‌نامه آرسن لوپن- (۱۸۶۴–۱۹۴۱)
- لوکونت دو لیل (Charles Marie René Leconte de Lisle) شاعر- (۱۸۱۸–۱۸۹۴)
- زان آنری لوفورتیه (Jean Henri Lefortier) نقاش- (۱۸۱۹–۱۸۸۶)
- الکساندر لونوار (Alexandre Lenoir) باستان‌شناس- (۱۷۶۱–۱۸۳۹)
- فیلیپ لئوتار (Philippe Léotard) آموزگار، بازیگر، شاعر و خواننده- (۱۹۴۰–۲۰۰۱)
- اوربان لو وریه (Urbain Le Verrier) ریاضی‌دان و ستاره‌شناس- (۱۸۱۱–۱۸۷۷)
- آندره لوت (André Lhote) نقاش و مجسمه‌ساز- (۱۸۸۵–۱۹۶۲)
- ژاک لیزفران (Jacques Lisfranc) جراح- (۱۷۹۰–۱۸۴۷)
- امیل لیتره (Émile Littré) واژه نویس، فیلسوف- (۱۸۰۱–۱۸۸۱)
- بالتازار لوبو (Baltasar Lobo) مجسمه‌ساز اهل اسپانیا- (۱۹۱۰–۱۹۹۳)
- سیلویا لوپز (Sylvia Lopez) بازیگر- (۱۹۳۱–۱۹۵۹)
- لویی لوشور (Louis Loucheur) سیاستمدار- (۱۸۷۲–۱۹۳۱)
- پیر لویی (Pierre Louÿs) شاعر و رمان‌نویس- (۱۸۷۰–۱۹۲۵)

## م
- آمبروز دادلی من (Ambrose Dudley Mann) کمیسر ایالات مؤتلفه آمریکا برای بلژیک و واتیکان- (۱۸۰۱–۱۸۸۹)
- گاستون ماسپرو (Gaston Maspero) مصرشناس- (۱۸۴۶–۱۹۱۶)
- گی دو موپاسان (Guy de Maupassant) نویسنده- (۱۸۵۰–۱۸۹۳)
- روزیتا موری (Rosita Mauri) بالرین اصلیِ اپرای پاریس فرانسه- (۱۸۴۹–۱۹۲۳)
- کلود موریاک (Claude Mauriac) نویسنده- (۱۹۱۴–۱۹۹۶)
- رنه مایر (René Mayer) نخست‌وزیر فرانسه- (۱۸۹۵–۱۹۷۲)
- کاتول مندس (Catulle Mendès) شاعر- (۱۸۴۱–۱۹۰۹)
- آداه ایزاک منکن (Adah Isaacs Menken) شاعر و بازیگر- (۱۸۳۵–۱۸۶۸)
- آندره مایر (André Meyer) تاجر آمریکایی – فرانسوی- (۱۸۹۸–۱۹۷۹)
- میرِی (Mireille) آهنگساز و خواننده- (۱۹۰۶–۱۹۹۶)
- ماریا مونتز (Maria Montez) بازیگر- (۱۹۱۲–۱۹۵۱)
- ونسان دو مورو-ژیافری (Vincent de Moro-Giafferi) وکیل و سیاستمدار- (۱۸۷۸–۱۹۵۶)
- ژان مونه-سالی (Jean Mounet-Sully) بازیگر- (۱۸۴۱–۱۹۱۶)
- هرمز میلانیان زبان‌شناس ایرانی- (۱۳۱۶–۱۳۹۳)

## ن
- فیلیپ نوآره (Philippe Noiret) بازیگر- (۱۹۳۰–۲۰۰۶)
- ماکس نوردو (Max Nordau) نویسنده، فیزیک‌دان و رهبر صهیونیست- (۱۸۴۹–۱۹۲۳)

## اُ

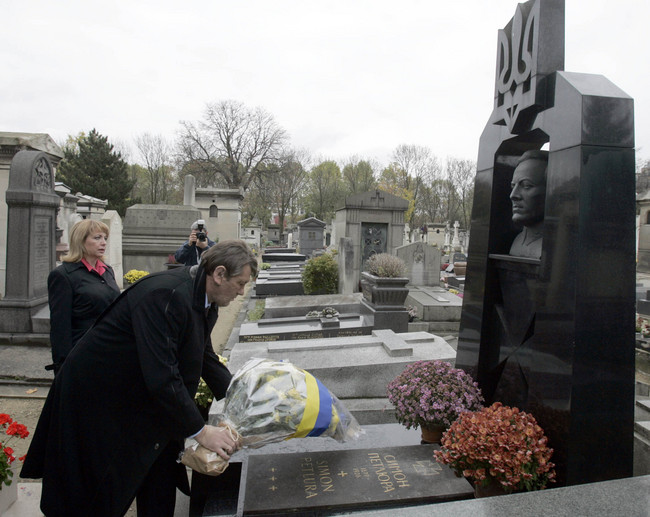
ویکتور یوشچنکو بر سر مقبره سیمون پتلیورا

- ماتیو اورفیلا (Mathieu Orfila) شیمی‌دان- (۱۷۸۷–۱۸۵۳)
- ژرار آوری (Gérard Oury) مدیر- (۱۹۱۹–۲۰۰۶)

## پ

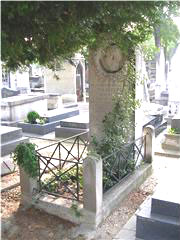
مقبره فرانسوا پوکویل

- ژان-کلود پاسکال (Jean-Claude Pascal) خواننده و بازیگر- (۱۹۲۷–۱۹۹۲)
- آدولف پگو (Adolphe Pégoud) هوانورد- (۱۸۸۹–۱۹۱۵)
- آگوست پره (Auguste Perret) آرشیتکت- (۱۸۷۴–۱۹۵۴)
- سیمون پتلیورا (Symon Petliura) رهبر اکراین- (۱۸۷۹–۱۹۲۶)
- موریس پیالا (Maurice Pialat) کارگردان فیلم- (۱۹۲۵–۲۰۰۳)
- شارل پیژون (Charles Pigeon) مهندس و مخترع- (۱۸۳۸–۱۹۱۵)
- ژول آنری پوانکره (Jules Henri Poincaré) ریاضی‌دان و فیزیک‌دان- (۱۸۵۴–۱۹۱۲)
- ژان پواره (Jean Poiret) کارگردان فیلم و بازیگر- (۱۹۲۶–۱۹۹۲)
- فرانسوا شارل آنری لوران پوکویل (François Charles Henri Laurent Pouqueville) دیپلمات، نویسنده، تاریخ‌شناس، باستان‌شناس و فیزیک‌دان- (۱۷۷۰–۱۸۳۸)
- پیر-ژوزف پرودون (Pierre-Joseph Proudhon) فیلسوف و سیاستمدار- (۱۸۰۹–۱۸۶۵)
- ویزاریون پویو (Visarion Puiu) اسقف اعظم اهل رومانی- (۱۸۷۹–۱۹۶۴)

## ر
- دونی آگوست ماری رافه (Denis Auguste Marie Raffet) نقاش- (۱۸۰۴–۱۸۶۰)
- ژان-پیر رامپال (Jean-Pierre Rampal) نوازنده فلوت- (۱۹۲۲–۲۰۰۰)
- من ری (Man Ray) عکاس و بازیگر سورئالیست- (۱۸۹۰–۱۹۷۶)
- سرژ رژیانی (Serge Reggiani) بازیگر و خواننده- (۱۹۲۲–۲۰۰۴)
- ژان-مارک رایزر (Jean-Marc Reiser) هنرمند- (۱۹۴۱–۱۹۸۳)
- پیر رستانی (Pierre Restany) منتقد هنری- (۱۹۳۰–۲۰۰۳)
- پل رینو (Paul Reynaud) وکیل و سیاستمدار- (۱۸۷۸–۱۹۶۶)
- ایو روبر (Yves Robert) بازیگر و کارگردان- (۱۹۲۰–۲۰۰۲)
- ایو روکار (Yves Rocard) فیزیک‌دان- (۱۹۰۳–۱۹۹۲)
- اریک رومر (Eric Rohmer) کارگردان فیلم- و (۱۹۲۰–۲۰۱۰)
- فردریک روسیف (Frédéric Rossif) فیلم‌ساز- (۱۹۲۲–۱۹۹۰)
- گوستاو روسی (Gustave Roussy) متخصص مغز و اعصاب و سرطان‌شناس- (۱۸۷۴–۱۹۴۸)
- فرانسوا رود (François Rude) مجسمه‌ساز- (۱۷۸۴–۱۸۵۵)
- خولیو روئلاس (Julio Ruelas) نقاش اهل مکزیک- (۱۸۷۰–۱۹۰۷)
- هاینریش دانیل رومکورف (Heinrich Daniel Ruhmkorff) مخترع اهل آلمان- (۱۸۰۳–۱۸۷۷)

## س

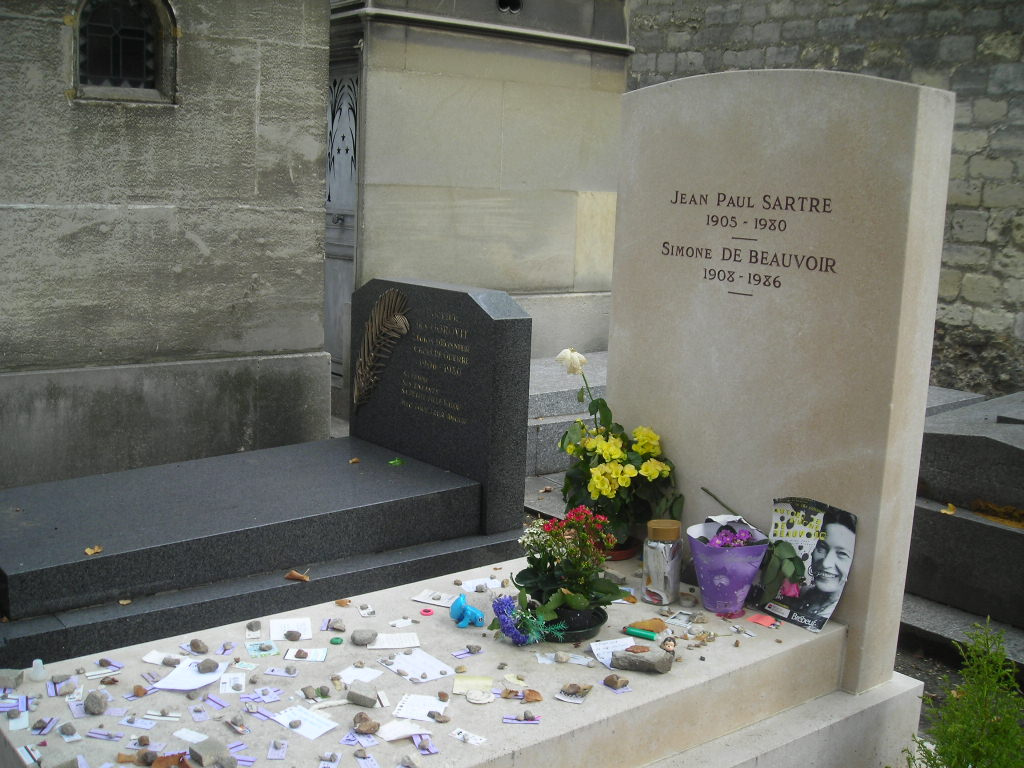
مقبرهژان-پل سارتر و سیمون دو بووار

- ژان سابلون (Jean Sablon) خواننده- (۱۹۰۶–۱۹۹۴)
- شارل-آگوستن سن-بوو (Charles-Augustin Sainte-Beuve) نویسنده و منتقد ادبی- (۱۸۰۴–۱۸۶۹)
- کامی سن-سائن (Camille Saint-Saëns) آهنگساز و اجراکننده موسیقی رمانتیک کلاسیک- (۱۸۳۵–۱۹۲۱)
- ژول ساندو (Jules Sandeau) رمان‌نویس- (۱۸۱۱–۱۸۸۳)
- ژان-پل سارتر (Jean-Paul Sartre) رمان‌نویس و فیلسوف- (۱۹۰۵–۱۹۸۰)
- کلود سوته (Claude Sautet) کارگردان فیلم- (۱۹۲۴–۲۰۰۰)
- ژرژ شهاده (Georges Schehadé) شاعر و نمایش‌نامه‌نویس اهل لبنان- (۱۹۰۵–۱۹۸۹)
- جین سیبرگ (Jean Seberg) بازیگر و فعال حقوق بشر- (۱۹۳۸–۱۹۷۹)
- پیر سفر (Pierre Seghers) شاعر و سردبیر- (۱۹۰۶–۱۹۸۷)
- دلفین سیریگ (Delphine Seyrig) بازیگر- (۱۹۳۲–۱۹۹۰)
- سوزان سونتاگ (Susan Sontag) فیلسوف و نویسنده اهل آمریکا- (۱۹۳۳–۲۰۰۴)
- خسوس رافائل سوتو (Jesús Rafael Soto) نقاش و مجسمه‌ساز- (۱۹۲۳–۲۰۰۵)
- شاییم سوتین (Chaim Soutine) نقاش- (۱۸۹۳–۱۹۴۳)

## ت
- کریستوف تارکوس (Christophe Tarkos) شاعر- ‏ (۱۹۶۳–۲۰۰۴)
- بوریس تاسلیتزکی (Boris Taslitzky) نقاش- (۱۹۱۱–۲۰۰۵)
- آگوستن تیری (Augustin Thierry) تاریخ‌شناس- (۱۷۹۵–۱۸۵۶)
- رولان توپور (Roland Topor) نویسنده- (۱۹۳۸–۱۹۹۷)
- آنری ترویا (Henri Troyat) نویسنده- (۱۹۱۱–۲۰۰۷)
- تریستان تزارا (Tristan Tzara) شاعر دادایسم- (۱۸۹۶–۱۹۶۳)

## و
- کارلو والنتی (Carlos Valenti) نقاش- (۱۸۸۸–۱۹۱۲)
- سزار والخو (César Vallejo) شاعر اهل پرو- (۱۸۹۲–۱۹۳۸)
- لویی وویو (Louis Veuillot) روزنامه‌نگار- (۱۸۱۳–۱۸۸۳)
- پل ویدال دو لا بلانش (Paul Vidal de la Blache) جغرافی‌دان- (۱۸۴۵–۱۹۱۸)
- لویی ویرن (Louis Vierne) آهنگساز، نوازنده ارگ- (۱۸۷۰–۱۹۳۷)
- هنری الکساندر والون (Henri Wallon) تاریخ‌شناس، سیاست‌مدار- (۱۸۱۲–۱۹۰۴)
- آدولف ویلت (Adolphe Willette) نقاش- (۱۸۵۷–۱۹۲۶)

## ز
- اوسیپ زادکین (Ossip Zadkine) مجسمه‌ساز اهل روسیه- (۱۸۹۰–۱۹۶۷)
- سابین زلاتین (Sabine Zlatin) بشردوست اهل لهستان (نجات دهنده کودکان یهودی در دوره هولوکاست)-‏ (۱۹۰۷–۱۹۹۶)